# William van Heytesbury

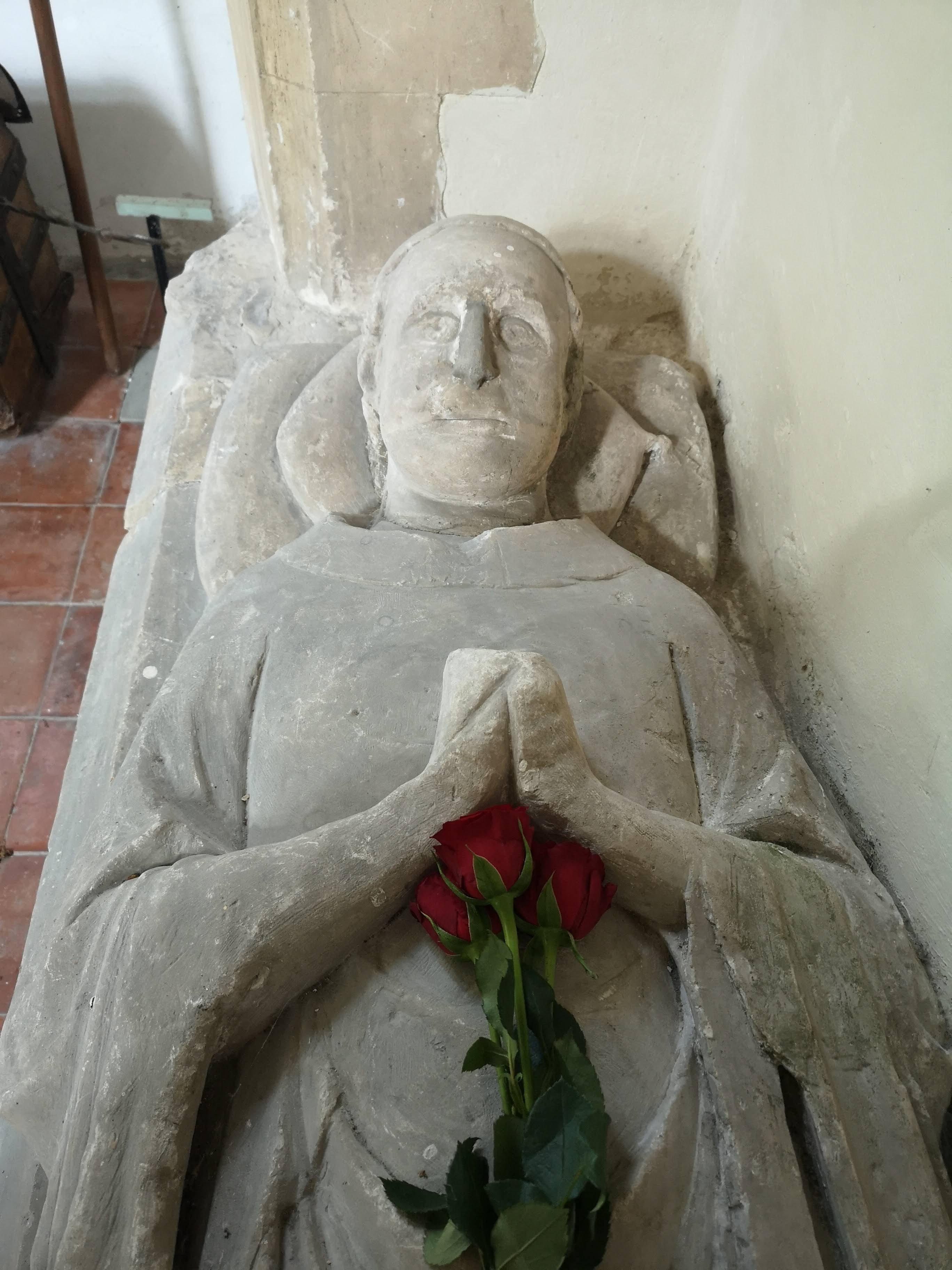
Graf van William van Heytesbury

William Heytesbury (ca. 1313 - 1372/1373) was een Engels scholastisch filosoof en logicus, die het best bekend is als een van de Oxford Calculators van Merton College, het instituut waaraan hij sinds 1330 als fellow verbonden was. 
In zijn werk paste hij logische technieken toe op problemen van deelbaarheid, het continuüm en de kinematica. Zijn magnum opus was de Regulae solvendi sophismata ("Regels voor het oplossen van drogredenen"), geschreven omstreeks 1335.
Van 1371 tot 1372 was hij kanselier van de Universiteit van Oxford.

## Secondaire bronnen
- (en)  Sylla, Edith (1982) "The Oxford Calculators", in Norman Kretzmann, Anthony Kenny & Pinborg (ed.), The Cambridge History of Later Medieval Philosophy
- (en)  Murdoch, John (1982) "Infinity and Continuity", in Kretzmann, Kenny & Pinborg (ed.), The Cambridge History of Later Medieval Philosophy

## Voetnoten
1. ↑  Ook onder zijn Latijns naam bekend als Gugliemus Hentisberus of Tisberus.